# Ravnarps naturreservat
Ravnarps naturreservat är ett naturreservat i Osby kommun i Skåne län.
Området är naturskyddat sedan 2023 och är 11 hektar stort. Reservatet ligger nordväst om Osby och består av betesmarker och bokskog.